# Wim Schuhmacher (kunstenaar)
Wijtze Gerrit Carel (Wim) Schuhmacher (Amsterdam, 28 februari 1894 – aldaar, 5 juni 1986) was een Nederlands beeldend kunstenaar. Hij maakte onder andere schilderijen en tekeningen, en ontwierp meubilair en decors voor toneelstukken.

## Leven en werk
Veel van zijn motieven vond Schuhmacher in het Middellandse Zeegebied. Jarenlang reisde hij naar en in Frankrijk, Italië en Spanje. Zijn schilderijen zijn zorgvuldig geschilderd, zonder een zichtbare toets. De vormen zijn strak en nauwkeurig weergegeven. Hij wordt vaak in verband gebracht met de Nieuwe zakelijkheid. Hij is verwant aan de Bergense School.

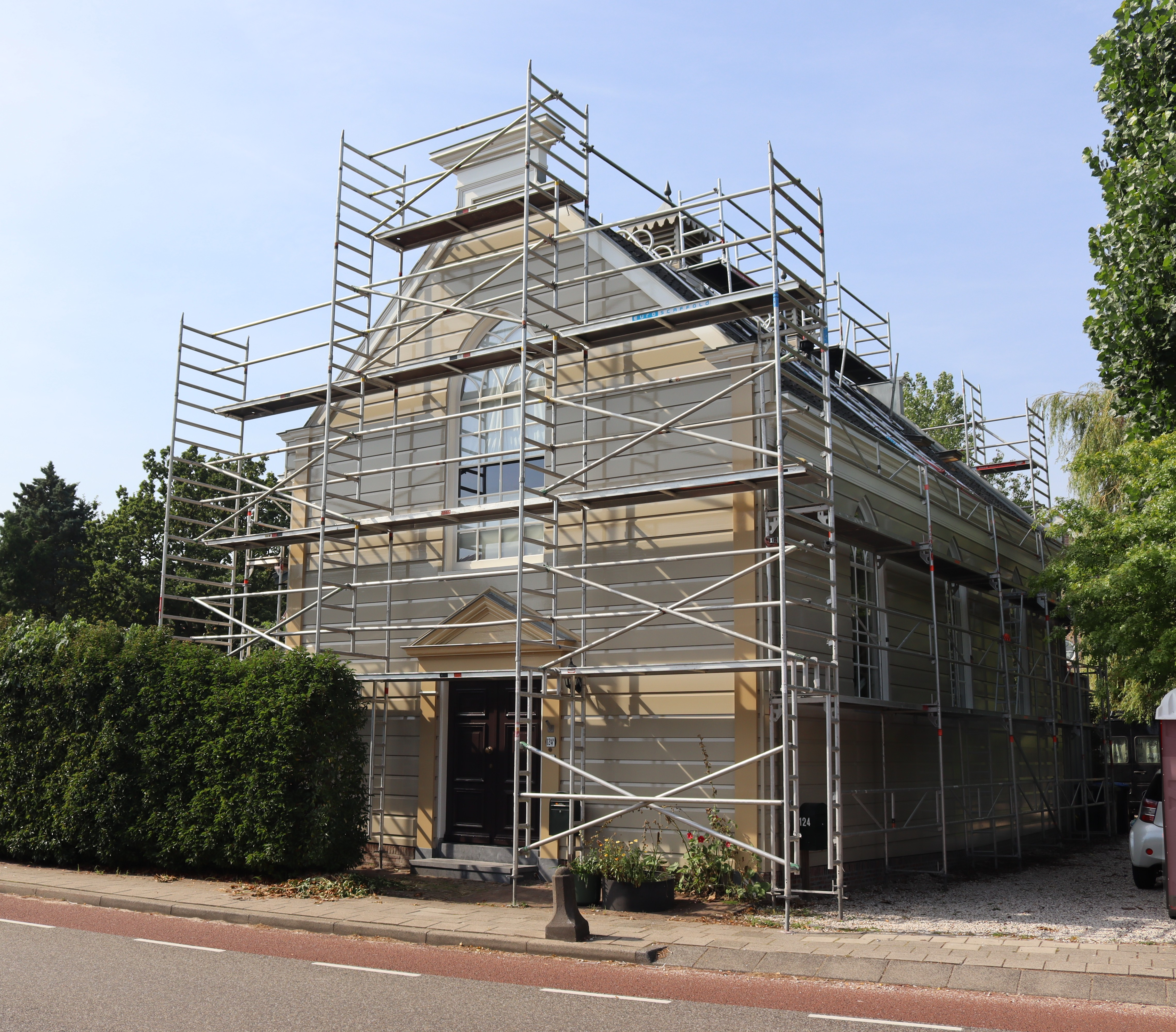
Voormalige gereformeerde kerk van Landsmeer, waar Schuhmacher in de jaren 1940 zijn atelier had

Begin 1940 vestigde hij zijn atelier in de voormalige gereformeerde kerk van Landsmeer. Dat was waarschijnlijk geregeld door Joop Odinot, de huisarts aldaar met wie Schuhmacher bevriend was. Tijdens de Tweede Wereldoorlog heeft Schuhmacher ook enige tijd zich gevoegd bij het gezelschap van kunstenaars en intellectuelen in het Doktershuis van Landsmeer gevoegd die daar een verzetskolonie vormde, samen met zijn Letse vrouw Militta Lass, hun tienerzonen Wim en Semjon Lass, haar twee dochters Wjera en Annemarie Onnen en hun echtgenoten.
Zijn bijnaam is De Meester van het Grijs, naar het grijze waas die met name over zijn latere schilderijen lijkt te hangen. Aan het einde van zijn leven was hij beduidend minder productief door een sterk verminderd gezichtsvermogen.
Wim Schuhmacher was als schilder een autodidact; hij was leraar van Fré Cohen en Jelle Troelstra.Hij was van 1917-20 getrouwd met Antje Mohr en van 1920 tot haar overlijden in 1953 met Duttje Paree, maar leefde samen met de Letse Militta Lass (Riga 1890 - Amsterdam 1967), die in 1920 haar Nederlandse man verliet met hun twee dochters en veelvuldig voor Schuhmacher geposeerd heeft.